# Greu de Saliva
El Greu de Saliva és una muntanya amb 344 metres d'altitud, que pertany al terme municipal de la Llosa de Ranes i Castelló de la Ribera Alta, i al pic de la qual es troba l'ermita de Santa Anna. S'hi poden fer diverses rutes senderistes, i actua de frontera entre les comarques de la Costera i la Ribera Alta.